# Robert Bergman
Robert P. Bergman (Bayonne, 17 de mayo de 1945-Cleveland, 6 de mayo de 1999) fue director de un museo de arte y exprofesor estadounidense. Después de estudiar en la Universidad de Princeton, inicialmente siguió una carrera académica de 1971 a 1981, y ocupó varias cátedras en la Universidad de Lincoln, la Universidad de Princeton y luego en la Universidad de Harvard. Se desempeñó como director de Walters Art Museum de 1981 a 1993, y luego como director del Museo de Arte de Cleveland hasta 1999.

## Primeros años
Nació el 17 de mayo de 1945 en Bayonne, Nueva Jersey, hijo de Abe y Ethel Bergman. Después de recibir su licenciatura en la Universidad de Rutgers, estudió arte medieval italiano en la Universidad de Princeton, donde obtuvo una maestría y un doctorado. A través de estudios adicionales de sus especialidades de arte y arquitectura medievales, obtuvo una beca Fulbright, una beca Guggenheim y ganó una beca del Premio Roma de la Academia Americana en Roma.

## Carrera

### Como académico
Inicialmente siguió una carrera académica en las artes de 1971 a 1981. Inició su carrera en la Universidad Lincoln, en 1969, donde ostentó el título de Instructor Visitante. De 1972 a 1976 ocupó el cargo de Profesor Asistente de Arte y Arqueología en la Universidad de Princeton, y de 1976 a 1981 fue Profesor Asociado de Bellas Artes en la Universidad de Harvard.
Entusiasta de los museos, terminó su carrera de 16 años en el mundo académico para finalmente trabajar en el Walters Art Museum.

### Como director de museos
A partir de 1981, se desempeñó como director de la Galería de Arte Walters y supervisó la renovación y reapertura en 1988 del edificio original de la galería construido en 1904, y la apertura de una galería de arte asiático en 1991. Dirigió la Walters Art Gallery hasta 1993, cuando fue elegido por el Museo de Arte de Cleveland (CMA) como su quinto y próximo director, donde dirigiría desde 1993 hasta su muerte en 1999. Bajo su dirección, la asistencia anual a la CMA aumentó de 400.000 a alrededor de 600.000. Además de gestionar varias exposiciones importantes y treinta renovaciones o reinstalaciones de galerías, supervisó la adquisición de arte que abarca todas las áreas temáticas, incluidas obras de Annibale Carracci, Andy Warhol y el armero milanés del siglo XVI Pompeo della Cesa, así como joyas de Constantino y una cruz del siglo XIII proveniente de Pisa.
También publicó y dio conferencias extensamente, discutiendo temas como el arte y la arquitectura medieval o el papel de los museos en la sociedad moderna. En la CMA, impartió conferencias anuales sobre monumentos históricos que atrajeron a audiencias que sólo estaban de pie. Antes de su muerte, estuvo involucrado con diversas organizaciones nacionales y municipales. Dirigió la Asociación Estadounidense de Directores de Museos y la Alianza Estadounidense de las Artes, una organización que presionó en nombre de varias organizaciones artísticas, y también se desempeñó como presidente de la Coalición Cultural de Cleveland y en la junta directiva de la Asociación de Crecimiento del Gran Cleveland . Fue profesor adjunto de arte en la Universidad Case de la Reserva Occidental.

## Vida personal
Se casó con Marcelle Posnak. La pareja tuvo una hija. Falleció el 6 de mayo de 1999 en los Hospitales Universitarios de Cleveland, Ohio, debido a un síndrome hemofagocítico.